# NYSE ARCA Tech 100 Index
NYSE ARCA Tech 100 Index - американський фондовий індекс. Індекс розраховується на NYSE, проте в нього включаються компанії, чиї акції та ADR котируються і на інших американських біржах. В індекс включаються інноваційні компанії з різних галузей: виробництво комп'ютерного обладнання, ПЗ, напівпровідників, телекомунікаційного та медичного обладнання, біотехнології, оборонна та аерокосмічна промисловість.

## Історія
NYSE ARCA Tech 100 Index є одним з найстаріших технологічних індексів. Його історія починається в 1982 року. Ініціатором установи індексу виступила Тихоокеанська біржа.